# Parki podjasnogórskie
Parki podjasnogórskie, czasami nazywane parkami jasnogórskimi – dwa parki miejskie w Częstochowie, w dzielnicy Podjasnogórskiej – Park im. Stanisława Staszica oraz Park 3 Maja. Położone są one pomiędzy dzielnicą Śródmieście a klasztorem na Jasnej Górze, który otaczają od strony wschodniej.
Granice parków wyznaczone zostały w latach 1819-1826 przy wytyczaniu Alei Najświętszej Maryi Panny, a zagospodarowanie terenu rozpoczęto w 1843 roku. Wraz z Aleją Henryka Sienkiewicza zajmują powierzchnię 11,8 ha. Bogate i przedstawiające wysoką wartość historyczną wyposażenie i budowle parków, stały się powodem uznania ich za pomnik historii Polski.
Na terenie parków znajdują się pawilony wystawowe, zarządzane przez Muzeum Częstochowskie.

## Charakterystyka
Parki położone są w rejonie twierdzy jasnogórskiej i są wraz z nią wpisane do rejestru zabytków. W rejestrze znajdują się pod numerami 83 z 14 listopada 1947, 1198/72 z 20 grudnia 1972 oraz 12/78 z 17 lutego 1978.

### Położenie
Parki podjasnogórskie leżą na wschodnim zboczu Jasnej Góry, na wysokościach od 260 do 280 m n.p.m. Park im. Stanisława Staszica zajmuje powierzchnię 5,4470 ha, a park 3 Maja – 6,3870 ha. Ich granice wyznaczają:
- ul. 3 Maja – granica północna,
- ul. ks. Jerzego Popiełuszki, ul. Kazimierza Pułaskiego – wschodnia,
- ul. 7 Kamienic – południowa,
- pasaż bpa Bareły – zachodnia.

Układ obydwu parków jest podobny, opiera się na jedynym głównym ciągu pieszym przebiegającym po przekątnej i odchodzącej sieci dróg, prowadzących głównie do obiektów i miejsc wypoczynku znajdujących się w parkach.

### Szata roślinna
| brzoza brodawkowata    | Betula pendula           |
| cyprysik groszkowy     | Chamaecyparis pisifera   |
| cyprysik Lawsona       | Chamaecyparis lawsoniana |
| czeremcha późna        | Prunus serotina          |
| daglezja zielona       | Pseudotsuga taxifolia    |
| dąb czerwony           | Quercus rubra            |
| dąb szypułkowy         | Querqus robur            |
| głóg dwuszyjkowy       | Crataegus laevigata      |
| głóg jednoszyjkowy     | Crataegus monogyna       |
| grab pospolity         | Carpinus betulus         |
| grusza pospolita       | Pyrus communis           |
| jabłoń                 | Malus sp.                |
| jarząb szwedzki        | Sorbus intermedia        |
| jarząb mączny          | Sorbus aria              |
| jesion pensylwański    | Fraxinus pennsylvanica   |
| jesion wyniosły        | Fraxinus excelsior       |
| kasztanowiec zwyczajny | Aesculus hippocastanum   |
| klon jawor             | Acer pseudoplatanus      |
| klon jesionolistny     | Acer negundo             |
| klon srebrzysty        | Acer saccharinum         |
| klon zwyczajny         | Acer platanoides         |
| lipa drobnolistna      | Tilia cordata            |
| lipa szerokolistna     | Tilia platyphyllos       |
| magnolia japońska      | Magnolia kobus           |
| modrzew europejski     | Larix decidua            |
| platan wschodni        | Platanus orientalis      |
| robinia akacjowa       | Robinia pseudacacia      |
| sosna czarna           | Pinus nigra              |
| sosna zwyczajna        | Pinus sylvestris         |
| surmia zwyczajna       | Catalpa bignonioides     |
| świerk pospolity       | Picea abies              |
| świerk srebrny         | Picea pungens            |
| topola biała           | Populis alba             |
| topola kanadyjska      | Populus canadensis       |
| wiąz szypułkowy        | Ulmus laevis             |
| wierzba krucha         | Salix fragilis           |
| wierzba iwa            | Salix caprea             |
| wiśnia piłkowana       | Prunus serrutala         |
| żywotnik zachodni      | Thuja occidentalis       |

| barwinek pospolity     | Vinca minor             |
| berberys pospolity     | Berberis vulgaris       |
| bez czarny             | Sambucus nigra          |
| bluszcz pospolity      | Hedera helix            |
| cis pospolity          | Taxus baccata           |
| dereń biały            | Cornus alba             |
| dereń świdwa           | Cornus sanquinea        |
| dereń jadalny          | Cornus mas              |
| dereń rozłogowy        | Cornus sericea          |
| hortensja wielkolistna | Hortensia macrophylla   |
| irga Dammera           | Cotoneaster dammeri     |
| jałowiec płożący       | Juniperus horizontalis  |
| jałowiec sabiński      | Juniperus sabina        |
| jaśminowiec wonny      | Philadelphus coronarius |
| leszczyna pospolita    | Corylus avellana        |
| ligustr pospolity      | Ligustrum vulgare       |
| lilak pospolity        | Syringa vulgaris        |
| ognik szkarłatny       | Pyracantha coccinea     |
| pięciornik krzewiasty  | Potentilla fruticosa    |
| różanecznik ogrodowy   | Rhododendron hybridum   |
| runianka japońska      | Pachysandra terminalis  |
| sosna kosodrzewina     | Pinus mugo              |
| śnieguliczka biała     | Symphoricarpos albus    |
| tawuła                 | Spiraea sp.             |
| trzmielina Fortune'a   | Euonymus furtunei       |
| wiciokrzew suchodrzew  | Lonicera xylosteum      |
| żywotnik wschodni      | Thuja orientalis        |

Niemal cała powierzchnia parków pokryta jest drzewostanem i zakrzaczeniami, niewiele klombów kwiatowych urządzono w sąsiedztwie pomników. Obecny drzewostan parków różni się od pierwotnego, z powodu kilkukrotnego przeprojektowania założenia parkowego. Dzisiejszy plan parków nawiązuje do projektu z początku XX wieku, stworzonego przez ogrodnika Franciszka Szaniora i nadany został podczas rewitalizacji w latach 2000-2008.
Na drzewostan Parku im. Stanisława Staszica składa się około 1300 drzew, najczęściej w wieku 100-150 lat. Większość stanowią drzewa liściaste. Przeważają drzewa pochodzenia rodzimego np. klon zwyczajny, a wśród drzew obcego pochodzenia: jesion pensylwański, świerk srebrny, świerk syberyjski, dąb czerwony, cyprysik, jałowiec chiński. W parku rosną 32 gatunki drzew liściastych, 10 gatunków drzew iglastych, 66 gatunków krzewów.
W Parku 3 Maja rośnie około 1600 drzew często w wieku powyżej 130 lat. Występują tu m.in. dęby czerwone, jesiony, lipy krymskie, modrzewie, kasztanowce, świerki kłujące. W parku uprawianych jest w sumie 36 gatunków drzew liściastych, 7 gatunków drzew iglastych, 75 gatunków krzewów.
Dziewięć z najbardziej okazałych drzew, w wieku od 80 do 160 lat, o rozmiarach przekraczających 300 cm obwodu ustanowionych zostało pomnikami przyrody. W przypadku gruszy pospolitej i tulipanowca amerykańskiego objęto ochroną drzewa o obwodzie przekraczającym 220 cm.

## Historia
Do połowy XVIII wieku obszar obecnych parków był typowym dla wyżyny Krakowsko-Częstochowskiej wzgórzem wapiennym. Znajdowały się na nim łąki i pastwiska użytkowane przez klasztor i ludność Częstochówki. Pierwszą próbą zagospodarowania terenu okalającego klasztor na Jasnej Górze był projekt budowy alei Najświętszej Maryi Panny, stworzony przez inż. Jana Bernharda w latach 1819-1826. Zaplanował on powstanie w tym miejscu Rynku Jasnogórskiego – trzeciego, po placu Daszyńskiego i placu Biegańskiego, nowego placu, wypełniającego lukę pomiędzy połączonymi w jedno miasto Częstochówką i Starą Częstochową.
Realizacja tego projektu nie została jednak zakończona z powodu bliskości Rynku Wieluńskiego, sprzeciwu mieszkańców Częstochowy, którzy uznali teren za zbyt pagórkowaty i pochyły aby stać się rynkiem, a także z powodu zmiany sytuacji politycznej po powstaniu listopadowym.
W 1843 władze miejskie podjęły decyzję o urządzeniu ogrodu w granicach, które wyznaczone zostały podczas projektowania alei Najświętszej Maryi Panny. Jego urządzanie rozpoczęto w 1844 roku. Na teren o powierzchni ponad 11 ha nawieziono ogromne ilości ziemi ogrodniczej, przykrywając kilkumetrową warstwą skaliste podłoże i wyrównując pochyłości terenu. Sam ogród, w którym posadzono około 1400 drzew, został ogrodzony i wytyczono w nim alejki spacerowe. Prace zakończono w 1847 roku. Od tej pory, aż do wybuchu II wojny światowej, o ogród dbał jeden lub dwóch miejskich ogrodników.

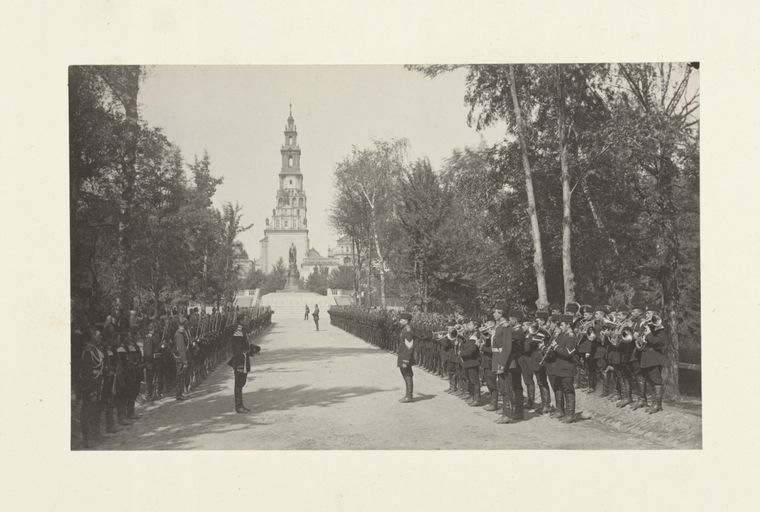
Parki i dzieląca je aleja w 1890 roku

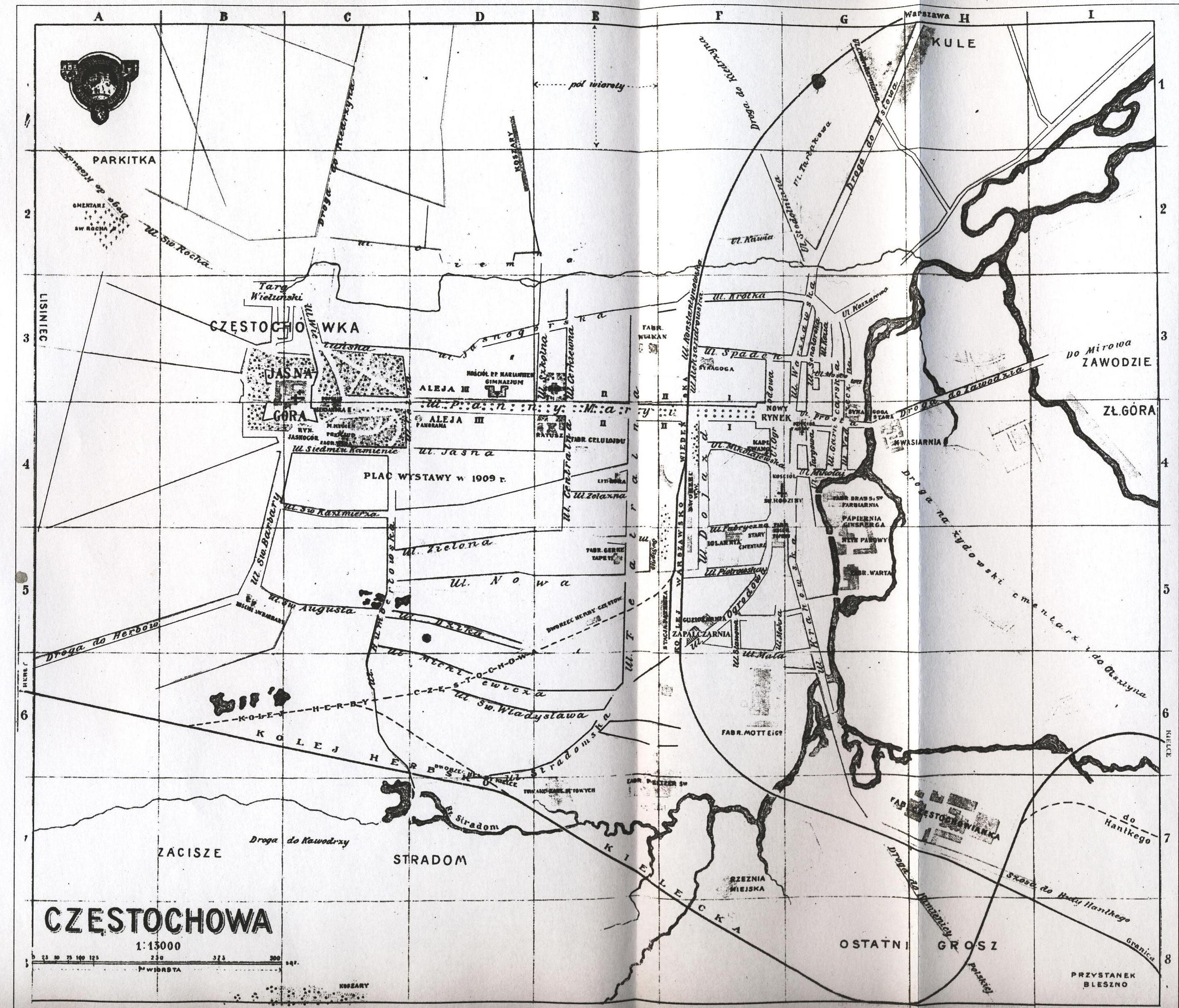
Plan Częstochowy z 1913 roku. Widoczne parki otaczające klasztor oraz układ alejek spacerowych

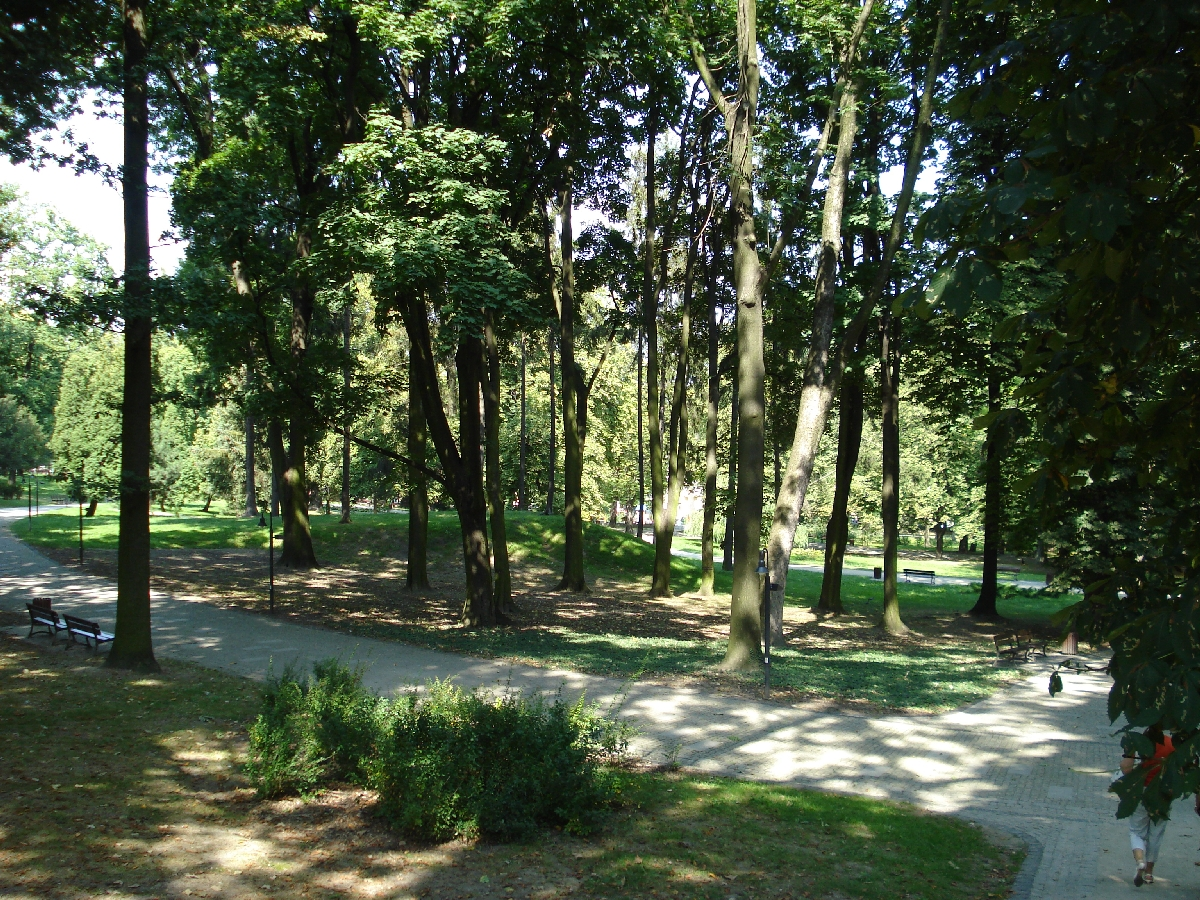
Pagórkowata rzeźba terenu w Parku 3 maja

W 1908 przed planowaną Wielką Wystawą Przemysłowo-Rolniczą, warszawski ogrodnik Franciszek Szanior, dokonał całkowitego przeprojektowania zaniedbanych wówczas terenów parkowych. Większość starego drzewostanu i pozostałych roślin została usunięta. Zachowano tylko niektóre z bardziej okazałych drzew, włączając je do nowej kompozycji. Wybudowano pawilony wystawowe według projektów autorstwa najwybitniejszych polskich architektów okresu modernizmu – Stanisława Witkiewicza, Władysława Jabłońskiego, Edwarda Landaua, Józefa Kona, Czesława Przybylskiego i innych. Przeprojektowano ciągi piesze – zgodnie z panującymi wówczas tendencjami nadano im kształt elips i wycinków koła.
Po 1918 niektóre pawilony wystawowe, między innymi: fabryki wyrobów z gliny „Korwinów”, biura oświetleń gazo-żarowych „Aurora”, kultury i szkolnictwa, rolniczy, a także wieża ciśnień, zostały zburzone. Południowa część parku nazwana została imieniem Stanisława Staszica a północna – 3 maja. W 1928 roku, z inicjatywy księdza Bonawentury Metlera, w jednym z pawilonów Wielkiej Wystawy w 1909, otwarto obserwatorium astronomiczne.
W czasie niemieckiej okupacji, od września 1939 do zajęcia Częstochowy przez Armię Czerwoną w styczniu 1945, park był niedostępny dla polskiej ludności. Niemieccy zarządcy zlikwidowali staw budując w jego miejsce klomb z obudową z cegły.
W okresie PRL nie wykonywano w parkach prac modernizacyjnych. Władze miasta zaniedbały parki, które niszczejąc, stały się złą wizytówką Częstochowy. Kamienną i żwirową nawierzchnię alejek pokryto asfaltem, niektóre z ciągów pieszych zostały zlikwidowane. W latach 1974–1976, pomiędzy Muzeum Etnograficznym a Muzeum Higienicznym, zbudowano podziemne korytarze, odtwarzające dawne wyrobiska kopalniane z okolicznych kopalni rud żelaza.
W związku z licznymi protestami mieszkańców, a także uwagami turystów, parki zostały włączone do programu rewitalizacji miasta. W latach 1992–1994 mgr inż. Andrzej Chmiel stworzył dokumentację projektową rewaloryzacji parków. Zmierzała ona do odtworzenia ich historycznego układu, otwarcia wnętrz parkowych i usunięcia przypadkowych nasadzeń oraz samosiewów zacierających ten układ. Nie podjęto jednak realizacji, poza częściowym usunięciem niepożądanego drzewostanu.
8 września 1994 Prezydent Rzeczypospolitej Polskiej Lech Wałęsa wydał zarządzenie, zgodnie z którym 16 września tegoż roku parki, wraz z klasztorem na Jasnej Górze, uznane zostały za pomnik historii.
Od 1996 roku dokonywano tylko drobnych napraw i remontów niektórych obiektów wyposażenia parków. Urząd miasta tłumaczył to brakiem środków finansowych. W parkach rosło wtedy około 5000 drzew, z których większość była samosiewami, utrudniającymi wzrost drzewom pochodzącym z pierwotnego założenia. Dużą część stanowiły drzewa chore. 4 kwietnia 2006 miasto otrzymało dofinansowanie na rewitalizację parków pochodzące ze środków Europejskiego Funduszu Rozwoju Regionalnego w ramach Zintegrowanego Programu Operacyjnego Rozwoju Regionalnego. 1 czerwca 2006 Urząd Miasta Częstochowy ogłosił przetarg na wykonanie prac rewaloryzacyjnych. Generalny remont parków podjasnogórskich rozpoczął się po przekazaniu terenu głównemu wykonawcy, które nastąpiło 10 listopada tego samego roku. Inwestycja kosztowała 14 mln 326 tys. złotych.
Wymieniono nawierzchnię alejek, usuwając asfalt i stosując w jego miejsce nawierzchnie z kostki granitowej, drewna oraz żwiru – materiałów, których użyto podczas przebudowy parków przed Wystawą Przemysłu i Rolnictwa. Kształtem alejek nawiązano do okresu po wystawie, czyli po roku 1909. Powstały dwa place zabaw, w tym jeden dla dzieci do trzeciego roku życia. Powstał również tzw. mały rynek, będący miejscem spotkań i spacerów dla użytkowników, kilkanaście stołów granitowych do gry w szachy, zdroje wodne. Odnowiono szatę roślinną, skorygowano drzewostan, wycinając około 2500 drzew oraz uzupełniając nasadzenia po to, by przywrócić skład gatunkowy drzew i krzewów z początku XX wieku.
19 lutego 2008 nastąpiło oficjalne otwarcie parków po rewitalizacji. 15 maja 2008 otwarto po gruntownym, trwającym od 20 lipca 2005, remoncie Muzeum Górnictwa Rud Żelaza. Rewitalizacja parków została nagrodzona tytułem Lider Małopolski za najlepsze przedsięwzięcie roku 2008 w Małopolsce. 5 czerwca 2010 zakończono ostatni etap rewitalizacji parków – oddano do użytku wyremontowany pawilon nazywany zwyczajowo obserwatorium astronomicznym.

## Pawilony Wielkiej Wystawy

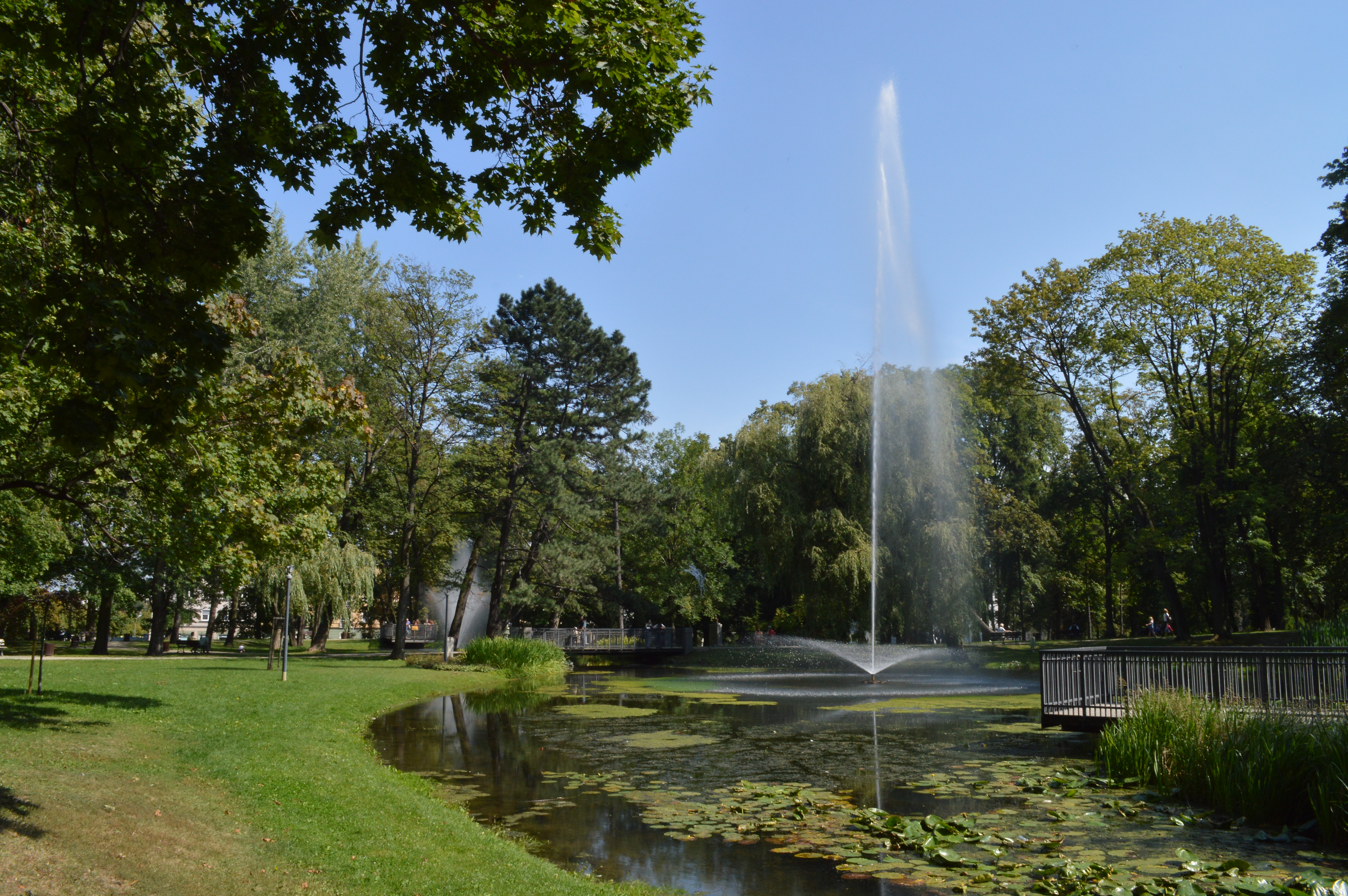
Sadzawka i fontanny w parku im. Stanisława Staszica

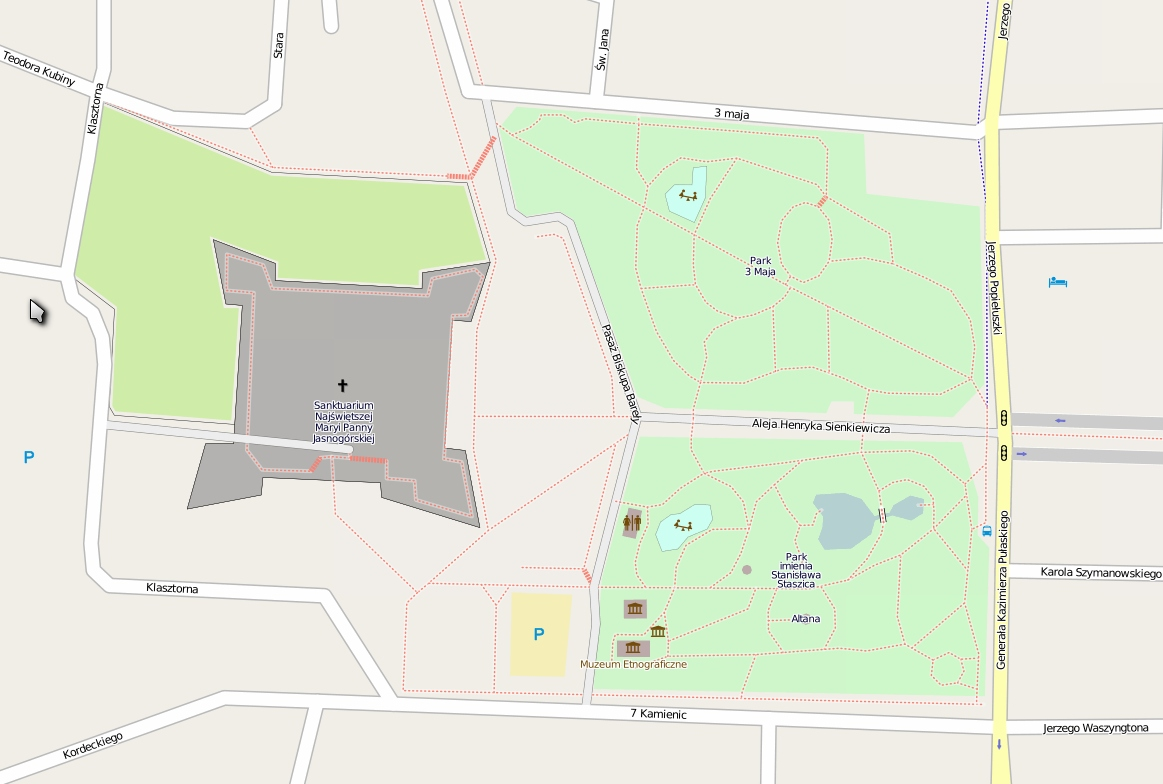
Plan ścieżek i obiektów w parkach podjasnogórskich

W Parku im. S. Staszica znajduje się kilka obiektów powstałych w latach 1908-1909 przed Wielką Wystawą Przemysłowo-Rolniczą, która odbyła się w Częstochowie w 1909 roku. Wybudowane jako pawilony wystawowe, były na przestrzeni lat przede wszystkim miejscem wystaw i ekspozycji. Ze względu na wieloletnie zaniedbania w okresie PRL, od 1996 do 2010 roku pawilony te były sukcesywnie remontowane.
Obserwatorium astronomiczne
Budynek powstał w 1909 roku na zlecenie Towarzystwa Akcyjnego Zawiercie według projektu Władysława Jabłońskiego. Posiada on stalowo–betonową konstrukcję. Dzięki staraniom księdza Bonawentury Metlera, w 1923 pawilon przejęło Polskie Towarzystwo Przyjaciół Astronomii, a w 1929 powstało tu obserwatorium astronomiczne z teleskopem, który ks. Metler skonstruował w trakcie studiów na Sorbonie. Po II wojnie światowej z obserwatorium korzystała częstochowska Wyższa Szkoła Pedagogiczna. Zrezygnowała jednak, ponieważ warunki obserwacji nieba znacznie się pogorszyły z powodu rozrośniętych koron drzew i łuny ulicznego oświetlenia. Opuszczony budynek zaczął popadać w ruinę. W latach 2008–2009 budynek został wyremontowany, utworzono w nim multimedialne centrum edukacji i rozwoju najmłodszych Zodiak. Otwarcie centrum odbyło się 5 czerwca 2010.
Pawilon Etnograficzny
Pawilon, od czasu swojego powstania, pełni funkcję wystawienniczą, służąc jako miejsce wystaw o charakterze etnograficznym. Jest to budynek parterowy, wybudowany na planie prostokąta, z kamienia wapiennego. Twórcą projektu był Konstanty Jakimowicz. Znany także jako Muzeum Przemysłu Ludowego. Po zakończeniu Wielkiej Wystawy w pomieszczeniach działała Szkoła Przemysłu Ludowego. Obecnie jest obiektem ekspozycyjnym Muzeum Częstochowskiego.
20 lipca 2005 rozpoczął się generalny, odtworzeniowy remont pawilonu. Odsłonięto kamienną elewację budynku, która przez kilkadziesiąt lat była pokryta betonowym tynkiem, przywrócono wszystkie pierwotne funkcje pawilonu, który ze względu na zły stan techniczny nie był już wykorzystywany. Remont zakończył się 19 października 2007.
Zagroda Włościańska
Pawilon zaprojektowany przez Zdzisława Kalinowskiego i Czesława Przybylskiego. Parterowy budynek, częściowo podpiwniczony, z użytkowym poddaszem, wybudowany został z cegły ceramicznej. Przykryty jest on dwuspadowym dachem o konstrukcji drewnianej, pokrytym dachówką ceramiczną. Podczas Wielkiej Wystawy w 1909 roku prezentował on architektoniczne tendencje stylistyczne w budowie domów w początku XX wieku. Urządzono go jako wzorową zagrodę.
Od 2003 do 2006 trwał remont kapitalny budynku. Elementy architektoniczne i detale zostały odrestaurowane zgodnie z wytycznymi konserwatora zabytków. Zachowano elementy urbanistyczne i przestrzenne: bryłę budynku z kształtem dachu i gankiem wejściowym, układ łukowych sklepień ceglanych nad pomieszczeniami piwnicznymi, bez zmian pozostawiono historyczny układ rzutu budynku. Również obecna ekspozycja nawiązuje do tematyki z czasów Wielkiej Wystawy.
Muzeum Higieniczne
Muzeum Higieniczne, obecnie znane jako Pawilon Wystaw Czasowych, to piętrowy gmach z dwiema salami i półpiętrem. Jest to budynek w stylu eklektycznym, wybudowany według projektu Brunona Paprockiego. Podczas Wystawy Przemysłu i Rolnictwa eksponowane były tutaj produkty higieny codziennej i lekarstwa. W okresie 1932–1967 działało tu Muzeum Regionalne. W 1966 roku w pawilonie otwarte zostało Muzeum Górnictwa Rud Żelaza, które w 1976 przeniesiono do nowo wybudowanych podziemnych korytarzy. Obecnie pawilon służy czasowym ekspozycjom organizowanym przez Muzeum Częstochowskie.
Pozostałe
W parku znajdują się również altana, będąca miejscem letnich występów zespołów muzycznych, oraz zbiornik wodny o powierzchni 1600 m², w którym, również w okresie letnim, działają dwie fontanny. Działa także szalet, który w 2006 roku przystosowany został do obsługi pielgrzymów, w tym osób niepełnosprawnych.
Galeria

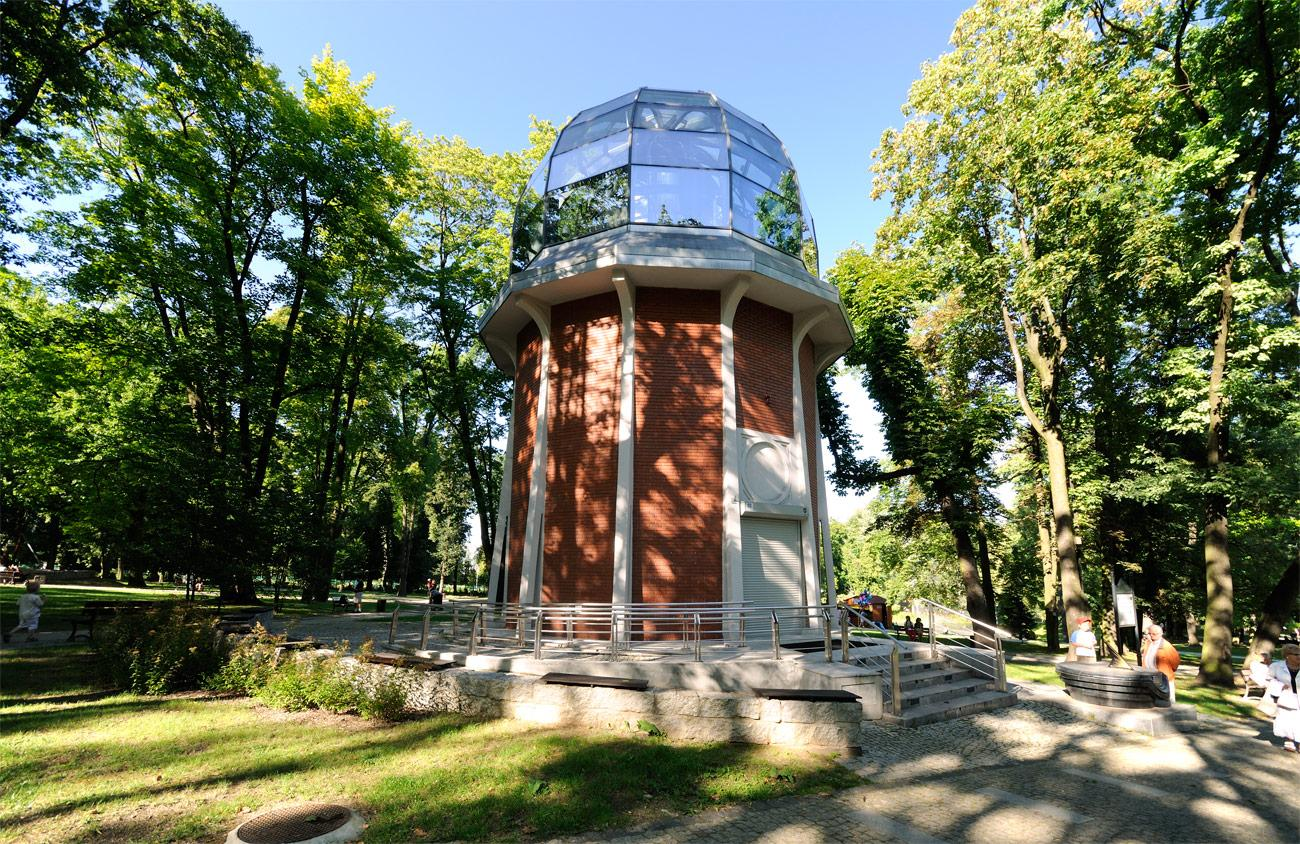
Budynek byłego obserwatorium
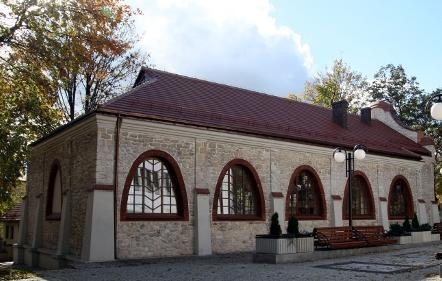
Muzeum Przemysłu Ludowego
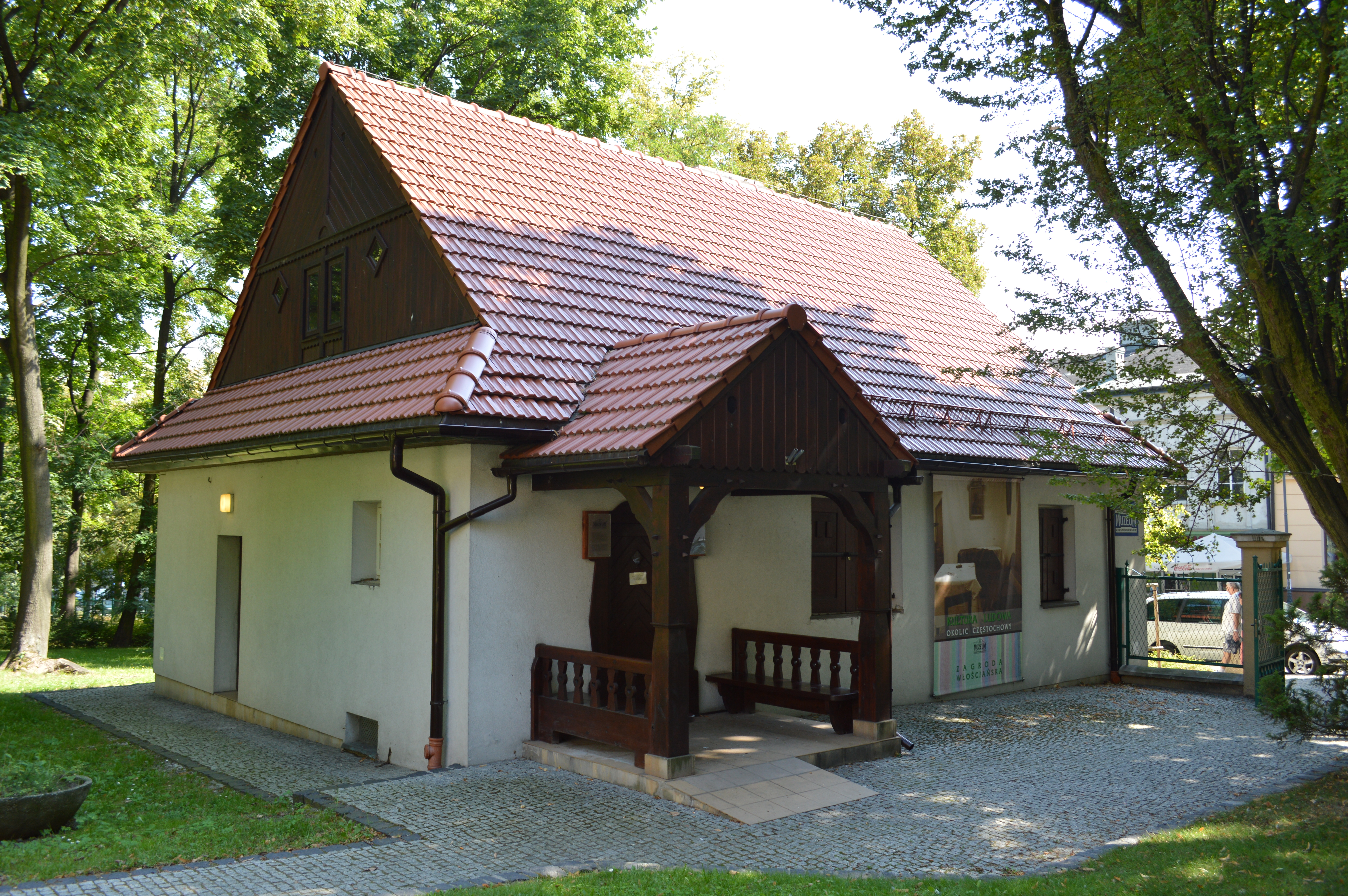
Zagroda Włościańska
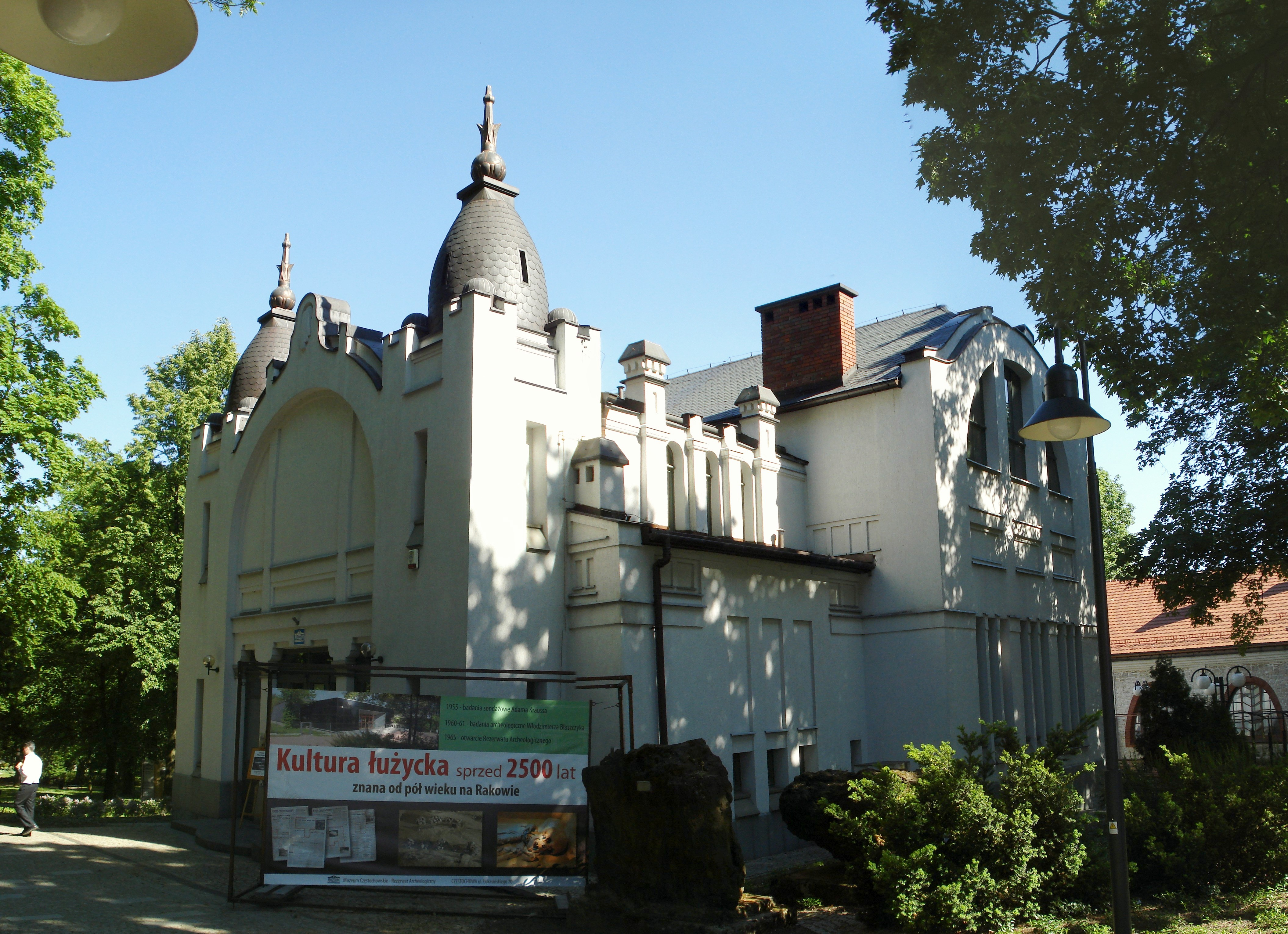
Pawilon Wystaw Czasowych
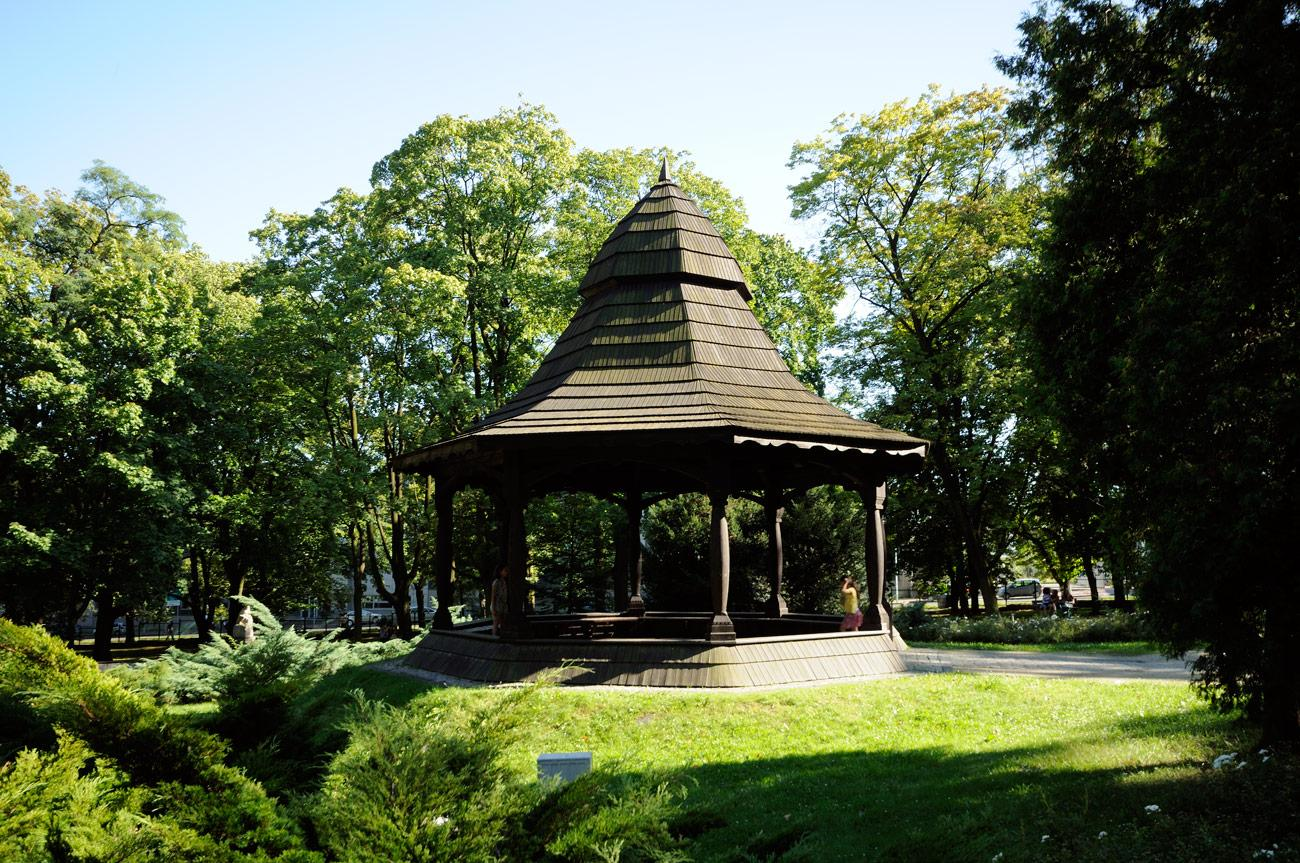
Altana

## Muzeum Górnictwa Rud Żelaza
W parku Staszica, w podziemiach znajdujących się pomiędzy Pawilonem Etnograficznym a Muzeum Higienicznym, znajduje się Muzeum Górnictwa Rud Żelaza. Jest to jeden z obiektów wystawienniczych Muzeum Częstochowskiego i jedna z atrakcji Szlaku Zabytków Techniki Województwa Śląskiego. Odtworzono tu dawne wyrobiska kopalniane, wyposażone w sprzęt górniczy pochodzący z zamkniętej kopalni rudy żelaza Szczekaczka.
Galeria

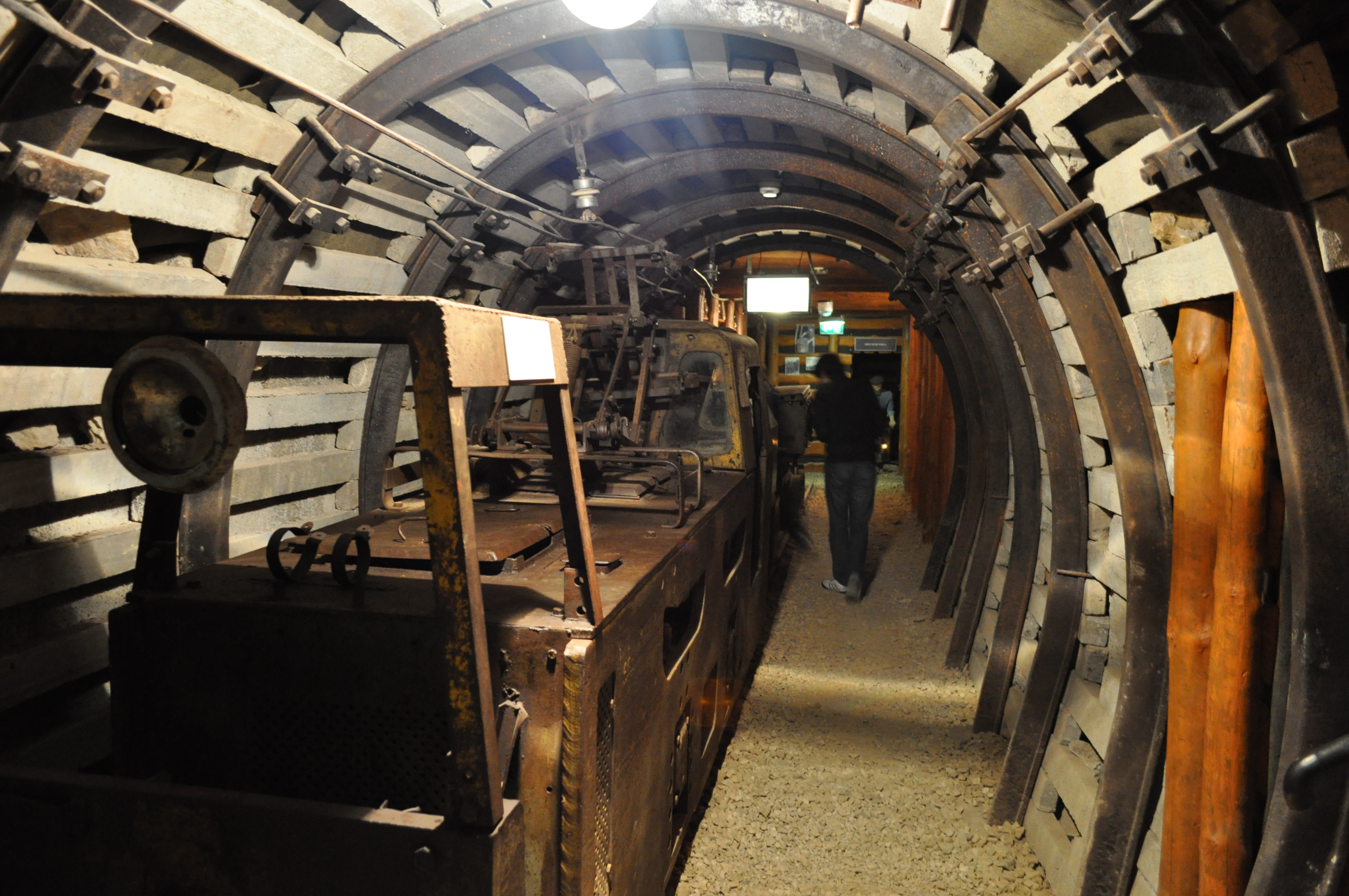
Korytarz w muzeum
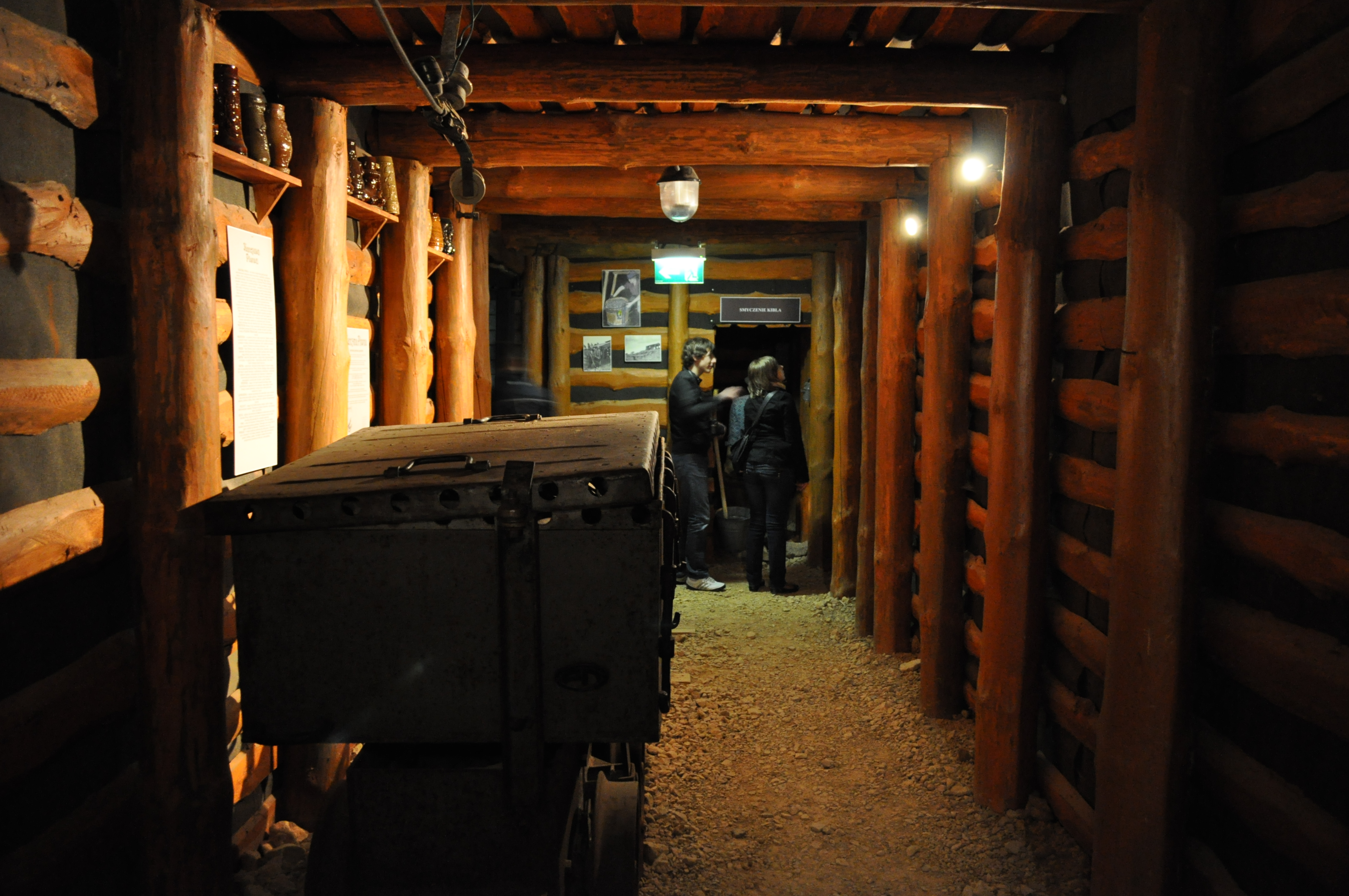
Korytarz w muzeum
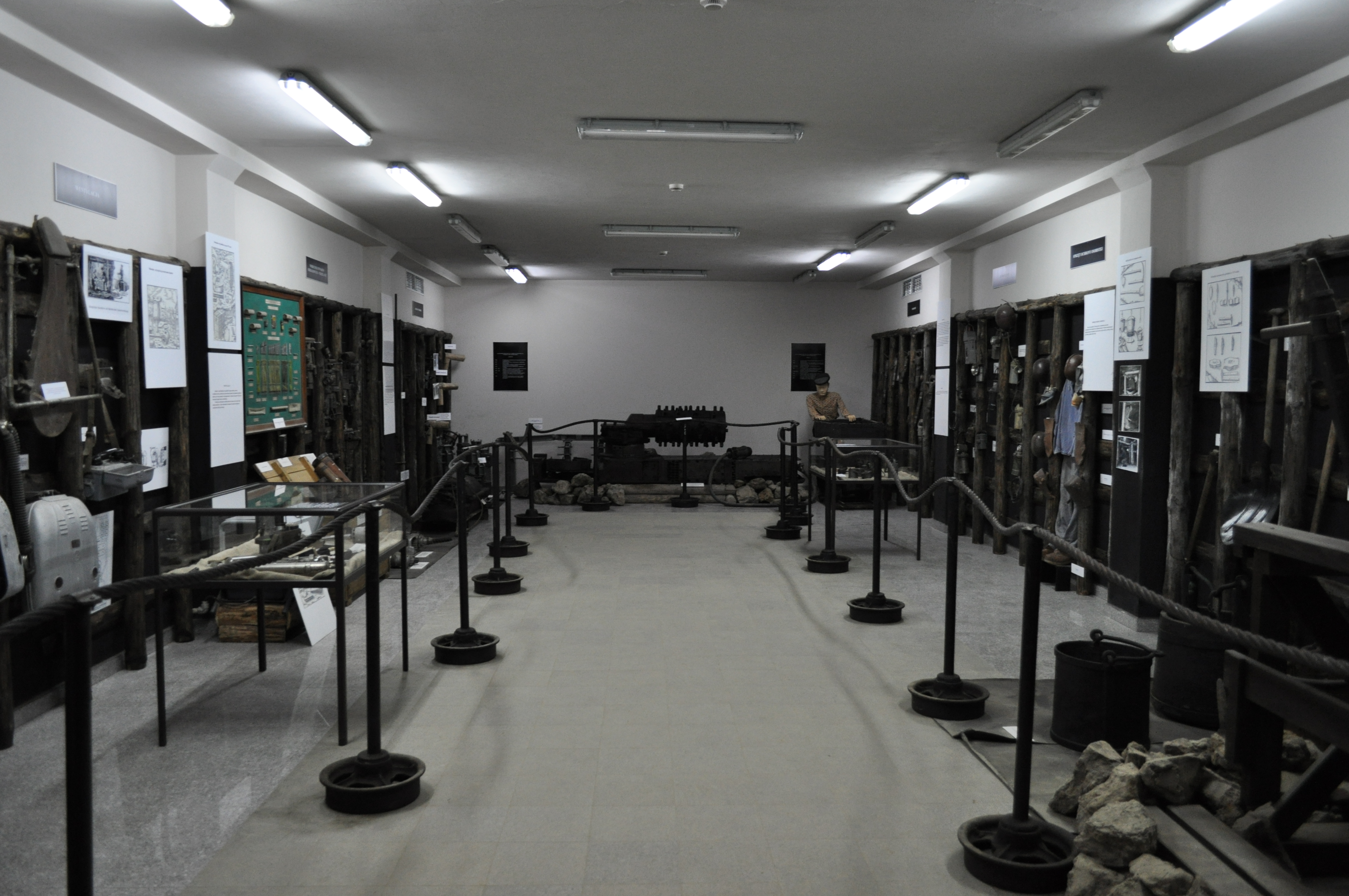
Ekspozycja narzędzi
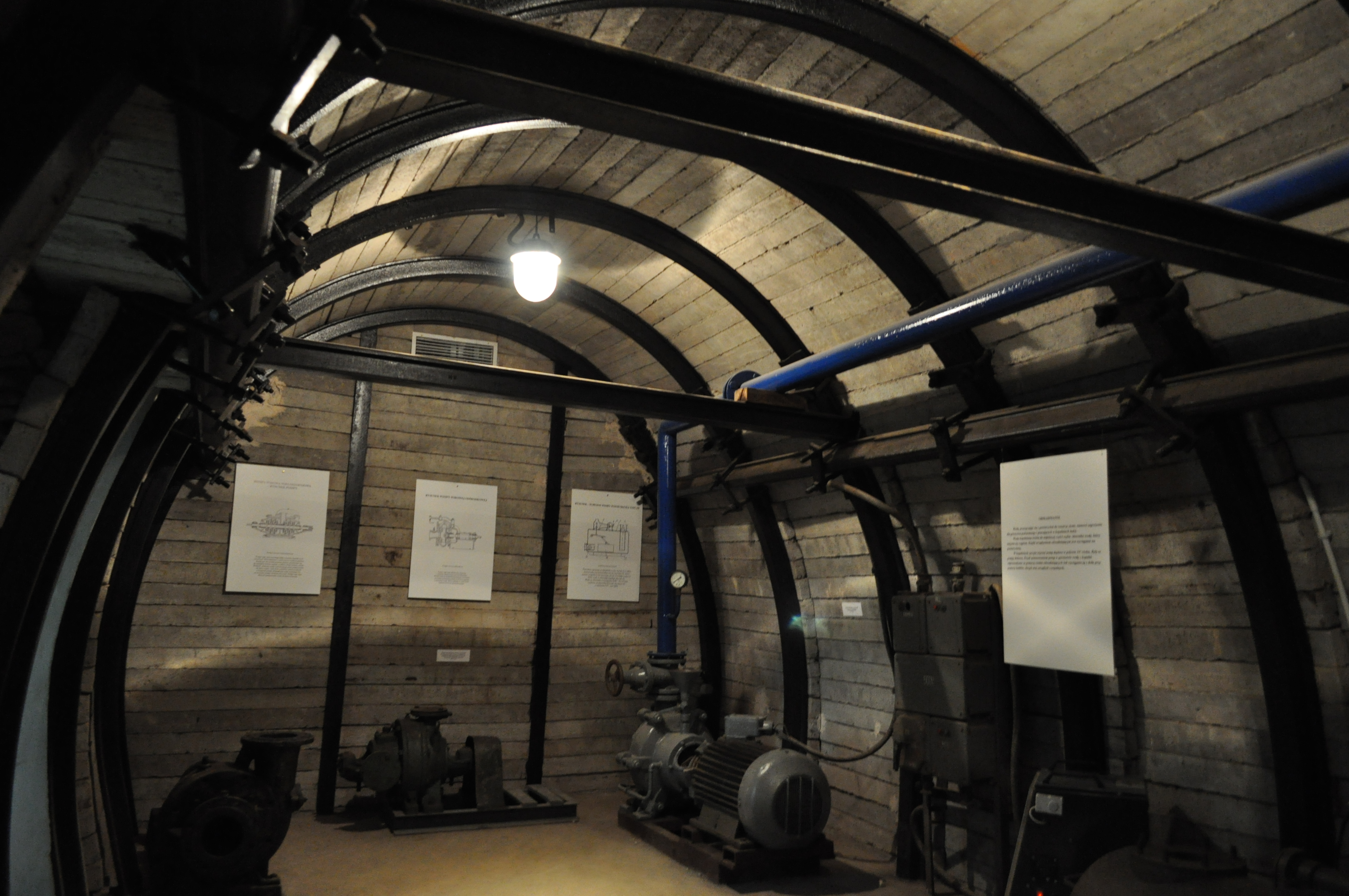
Ekspozycja maszyn górniczych

## Pomniki i rzeźby
Pomnik Stanisława Moniuszki
Pomnik Stanisława Moniuszki znajduje się w Parku 3 Maja na skwerze w centralnej jego części. Pomnik powstał w 1958 roku, jego autorem jest Stefan Policiński. Obiekt został ufundowany przez chór męski Pochodnia i odsłonięty 22 listopada 1958. Postać, będąca betonowym odlewem, na drewnianej ramie, stoi na granitowym cokole starszego pomnika Kazimierza Pułaskiego zburzonego przez Niemców. W sierpniu 2008 pomnik został odrestaurowany. Odnowienie pomnika było szczególnym wyzwaniem dla konserwatora, gdyż został on wykonany z nietrwałych materiałów.
Rzeźba siedzącej dziewczyny
Rzeźba w stylu romantycznym, wykonana z piaskowca kremowej barwy. Umiejscowiona jest w Parku im. Stanisława Staszica, w pobliżu zagrody włościańskiej. Pochodzi z 1911 roku, jej autorem jest Władysław Rudlicki. Przedstawia półleżącą postać młodej kobiety. Figura, z powodu wieloletnich zaniedbań, wymagała przeprowadzenia konserwacji, którą wykonano w 2008 roku, w trakcie prac rewitalizacyjnych. Powierzchnia posągu, atakowana przez kwasy organiczne, sypała się i łuszczyła. Do skali zniszczeń przyczyniło się bliskie sąsiedztwo drzew.
Popiersie Kazimierza Pułaskiego
Pierwsze popiersie Kazimierza Pułaskiego odsłonięto i poświęcono w Parku 3 Maja, 11 listopada 1929 roku. Zostało ono zniszczone przez okupacyjne wojsko niemieckie. Autorem obecnego pomnika jest Jerzy Kędziora. Rzeźba pochodzi z 1994 roku i jest wykonana z glinki ceramicznej. Popiersie przeniesiono do Parku im. Stanisława Staszica i umieszczono na znacznie starszym postumencie z jasnego piaskowca, ze współcześnie wykonaną granitową płytą inskrypcyjną.
Popiersie Stanisława Staszica
Pomnik Stanisława Staszica powstał w 1974 roku, według projektu Pawła Malińskiego z 1826 roku. Mosiężna rzeźba znajduje się we wschodniej części Parku Stanisława Staszica, ustawiona jest na granitowym cokole.
Zegar słoneczny
Przy budynku byłego obserwatorium astronomicznego znajduje się zegar słoneczny. Zegar powstał z bloku czarnego granitu stanowiącego podstawę pomnika cara Aleksandra II, który w latach 1889-1917 stał na placu przed klasztorem jasnogórskim. Na zegarze znajduje się inskrypcja, której autorem jest ksiądz Bonawentura Metler:
| Oryginał                                                              | Interpretacja                                                                                                 |
| --------------------------------------------------------------------- | --- |
| Quam Virgo Dilexit Hic Urbem Ad Astra Apellat Et Gentem Buona Ventura | Jakże bardzo Panna umiłowała to miasto Że aż ku gwiazdom je przyzywa Ku lepszej chcąc przeznaczyć przyszłości |

Balansujące rzeźby Jerzego Kędziory
10 sierpnia 2008, w Parku im. Stanisława Staszica zainaugurowano stałą galerię rzeźb balansujących Jerzego Kędziory. Wystawę usytuowano na skwerze znajdującym się pomiędzy Pawilonem Etnograficznym a Muzeum Higienicznym. Artysta wystawił trzy swoje dzieła Autoportret – Skorupiejący II, Akrobata z krzesłem i Mała gimnastyczka.
Z okazji 40-lecia swojej twórczości, w maju 2012 roku, Jerzy Kędziora wystawił w Parku im. Staszica kilkanaście rzeźb balansujących pochodzących z różnych okresów jego twórczości. Wraz z zamknięciem jubileuszowej ekspozycji zdemontowane zostały także trzy rzeźby wystawiane od 2008 roku.
Galeria

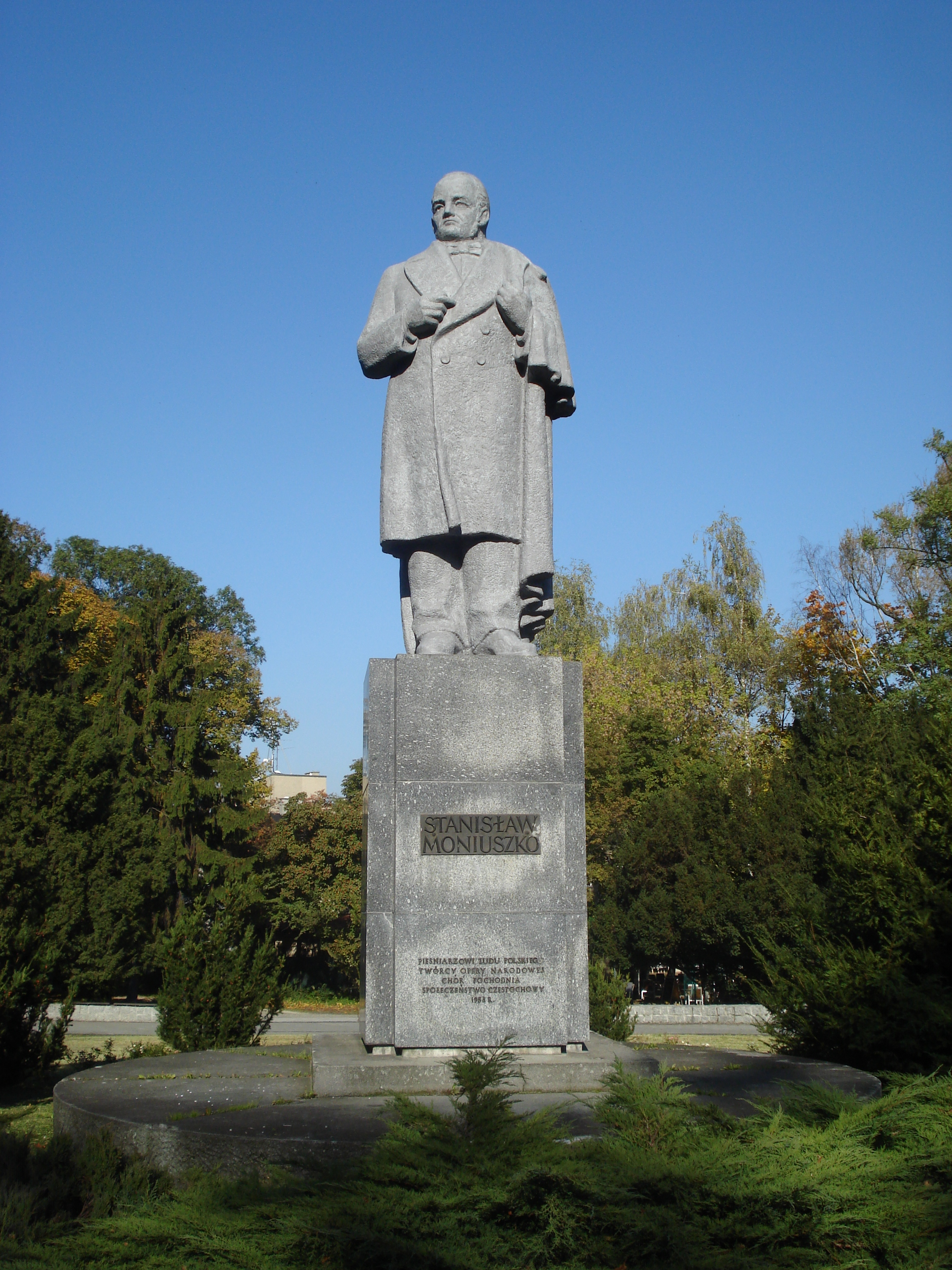
Pomnik Stanisława Moniuszki w Parku 3 Maja
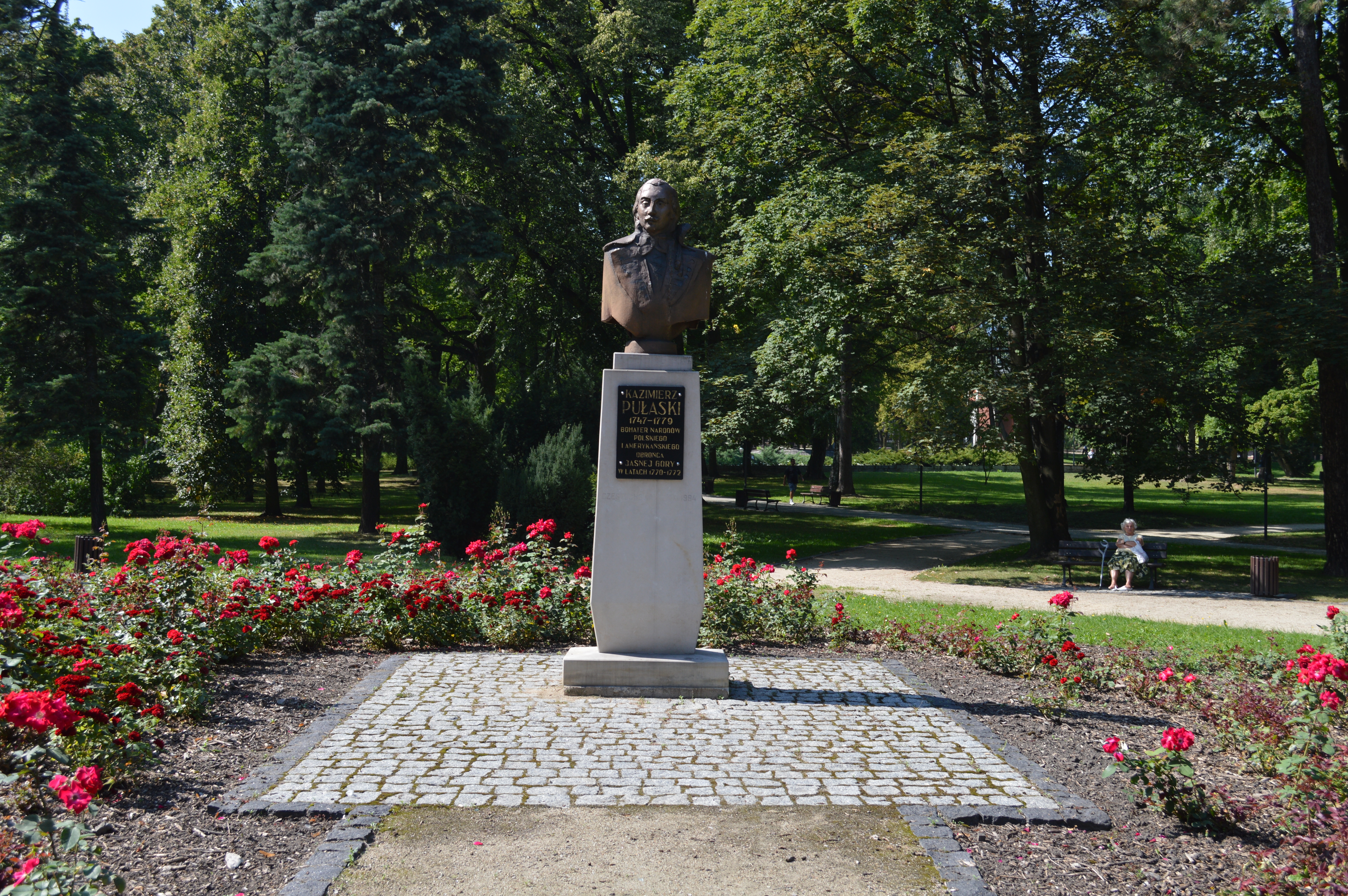
Popiersie Kazimierza Pułaskiego
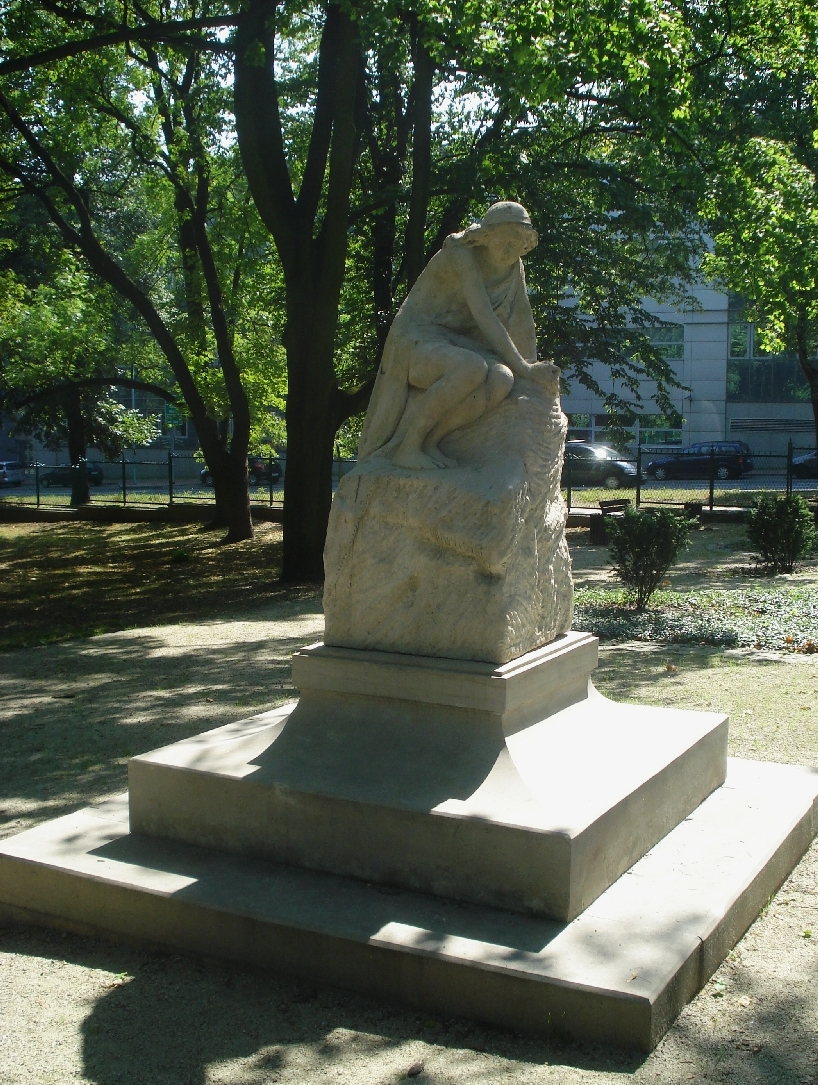
Rzeźba siedzącej dziewczyny
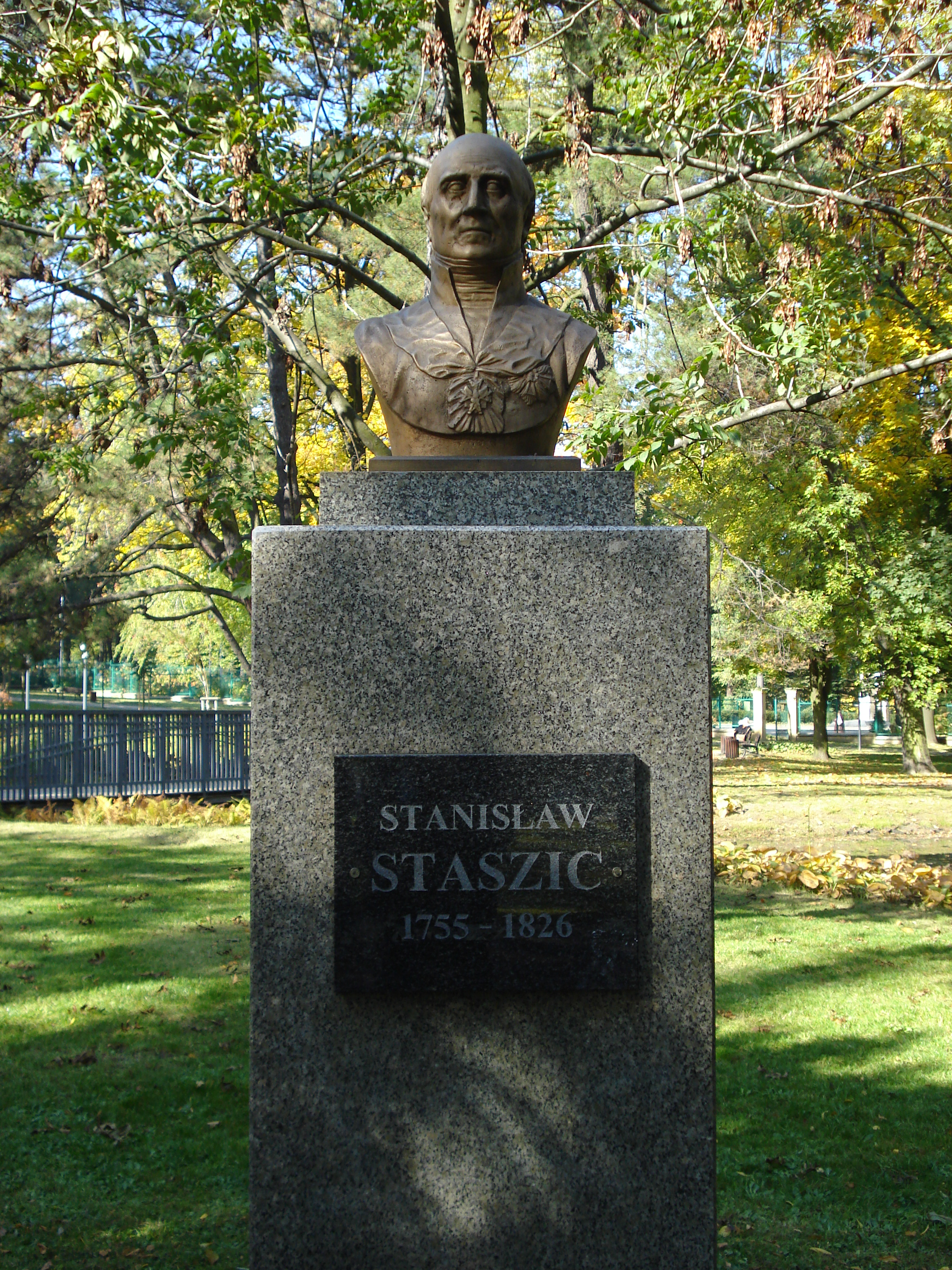
Popiersie Stanisława Staszica
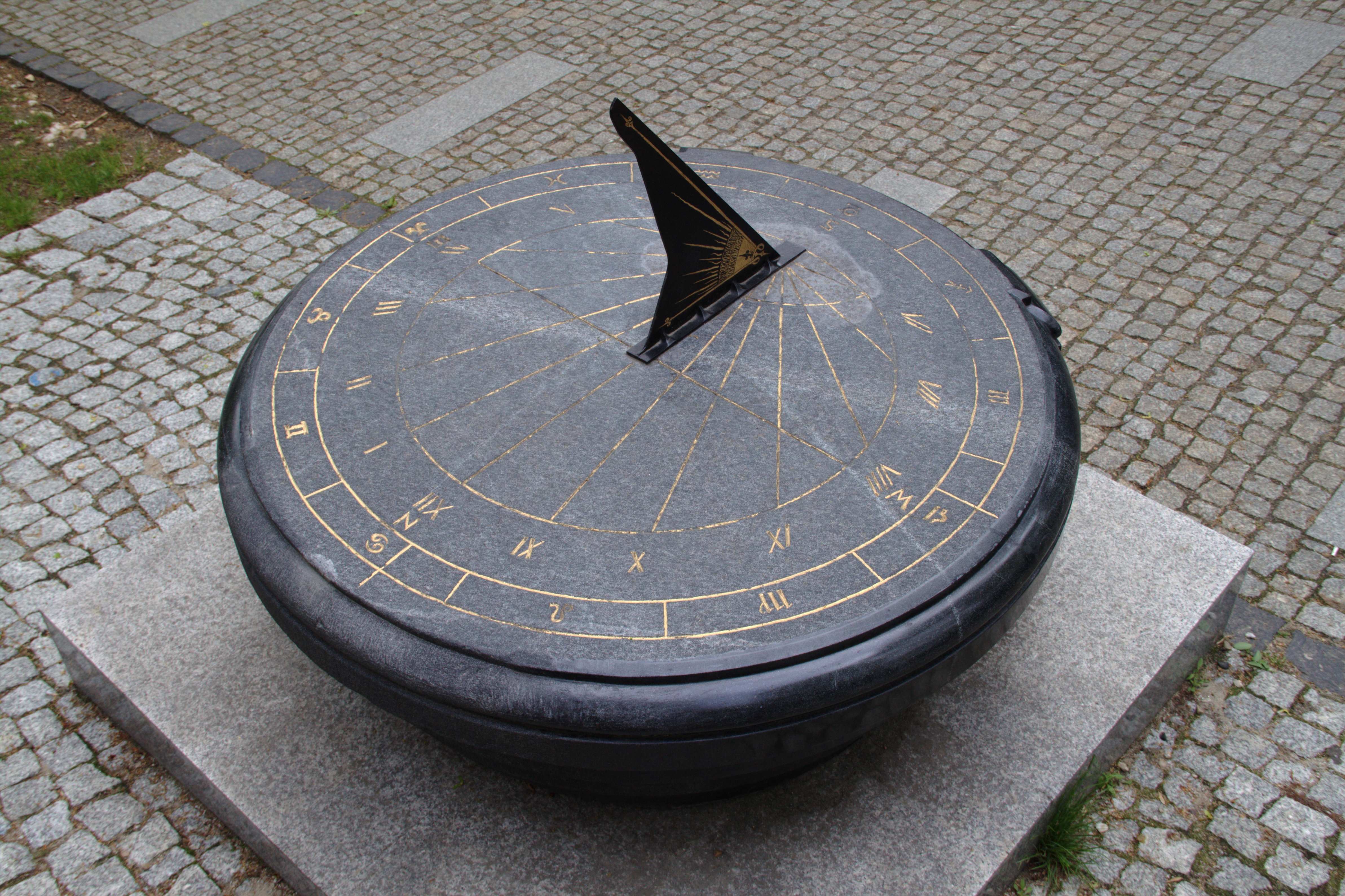
Zegar słoneczny

## Klub tenisowy 1922 Victoria
W Parku 3 Maja, od strony skrzyżowania ulic 3 Maja i Jerzego Popiełuszki, mieści się pięć kortów tenisowych oraz budynek klubu tenisowego Victoria Częstochowa. Obszar przeznaczony dla klubu tenisowego wydzielono z parku na początku lat 20. XX wieku. Korty wybudowano w latach 1922–1926. W 1926 roku uruchomiono sekcję klubową. Przerwała ona działanie podczas II wojny światowej, po niej została reaktywowana. Korty uszkodzone w okresie okupacji niemieckiej poddano regeneracji, wzniesione zostały niewielkie trybuny.

## Aleja Henryka Sienkiewicza

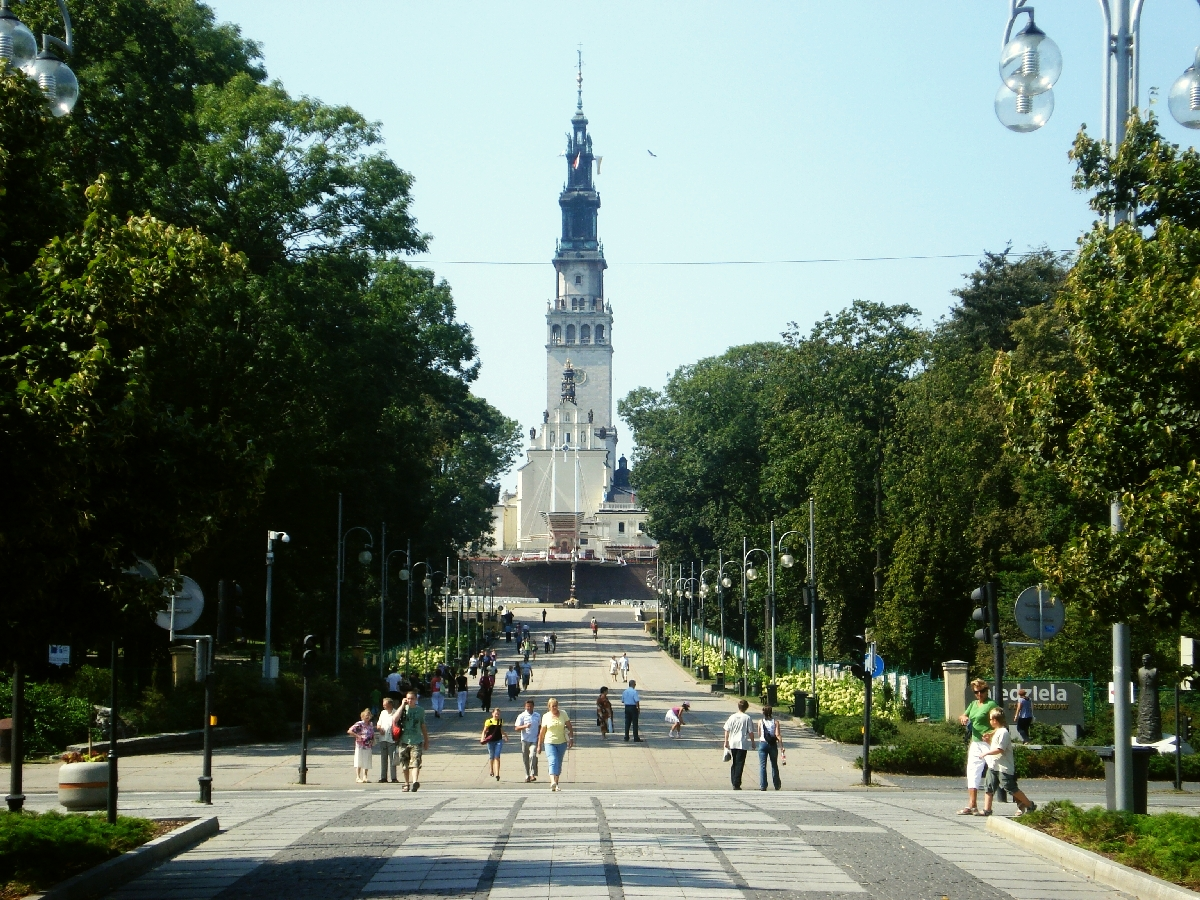
Aleja Henryka Sienkiewicza od strony III Alei Najświętszej Maryi Panny

Parki na dwie części dzieli Aleja Henryka Sienkiewicza, będąca przedłużeniem Alei Najświętszej Maryi Panny w stronę Jasnej Góry. Aleja na całej długości jest deptakiem zamkniętym dla ruchu samochodów. Znajduje się przy niej pomnik ks. Jerzego Popiełuszki oraz pomnik nieznanego żołnierza.

## Regulamin parku
Po zakończeniu rewitalizacji Rada Miasta Częstochowy uchwaliła regulamin dla korzystających z parków. Według jego przepisów, parki pozostają zamknięte w godzinach 22:00-7:00. Regulamin w pierwotnej wersji wzbudził jednak wiele kontrowersji. Nie zezwalał bowiem na wchodzenie do parków z psem, nie precyzując zasad dotyczących innych zwierząt, zabraniał także siadania na trawie, jeżdżenia rowerem i przebywania osób będących w stanie nietrzeźwym. W marcu 2009, regulamin został zaskarżony przez wojewodę śląskiego do sądu administracyjnego, z powodu podejrzenia o ograniczanie swobód obywatelskich. Wyrokiem Wojewódzkiego Sądu Administracyjnego uchwała ustalająca regulamin została uznana za sprzeczną z prawem i nieważną. Część zakazów jednak nadal obowiązuje, gdyż jest zapisana w kodeksie wykroczeń, inne są sformułowane jako prośba do użytkowników.